# Velika nagrada Generala San Martína 1949
Velika nagrada Generala San Martína 1949 je bila četrta dirka za Veliko nagrado v sezoni 1949. Odvijala se je 27. februarja 1949 na dirkališču El Torreón.

## Dirka
| Poz | Dirkač             | Moštvo              | Dirkalnik           | Krogi | Čas/Odstop      | Št. m. |
| --- | ------------------ | ------------------- | ------------------- | ----- | --------------- | ------ |
| 1   | Juan Manuel Fangio | A.C.A.              | Maserati 4CLT       | 35    | 1:16:31.3       | 2      |
| 2   | Princ Bira         | White Mouse Stable  | Maserati 4CLT       | 34    | +1 krog         |        |
| 3   | Oscar Gálvez       | Privatnik           | Alfa Romeo 208      | 33    | +2 kroga        |        |
| 4   | Italo Bizio        | Privatnik           | Alfa Romeo 8C-2900A | 31    | +4 krogi        |        |
| 5   | Andres Fernandez   | Privatnik           | Maserati 4CL        | 31    | +4 krogi        |        |
| 6   | Ernesto Tornquist  | Privatnik           | Maserati 4C         | 30    | +5 krogov       |        |
| Ods | Alberto Ascari     | Scuderia Ambrosiana | Maserati 4CLT       | 27    | Motor           | 4      |
| Ods | Luigi Villoresi    | Scuderia Ambrosiana | Maserati 4CLT       | 25    | Obese           | 1      |
| Ods | Nino Farina        | Scuderia Ferrari    | Ferrari 125C        | 8     | Črpalka za olje | 3      |
| Ods | Eitel Cantoni      | Privatnik           | Maserati 4CL        | 5     | Trčenje         |        |
| Ods | Reg Parnell        | Scuderia Ambrosiana | Maserati 4CLT       | 2     | Rezervoar       |        |
| DNS | Adriano Malusardi  | Privatnik           | Alfa Romeo Tipo B   |       | Smrtna nesreča  |        |